# Hosszúfarkú elmínia
A hosszúfarkú elmínia (Elminia longicauda) a verébalakúak (Passeriformes) rendjébe, ezen belül a Stenostiridae családba és az Elminia nembe tartozó, 15–18 centiméter hosszú madárfaj. Angola, Benin, Bissau-Guinea, Burkina Faso, Csád, Dél-Szudán, Elefántcsontpart, Egyenlítői-Guinea, Gabon, Gambia, Ghána, Guinea, Kamerun, Kenya, a Kongói Köztársaság, a Kongói Demokratikus Köztársaság, a Közép-afrikai Köztársaság, Mali, Mauritánia, Niger, Nigéria, Szenegál, Sierra Leone, Tanzánia, Togo és Uganda nedves erdős, szavannás területein él. Rovarokkal táplálkozik.

## Alfajai
- E. l. longicauda (Swainson, 1838) – keleten Szenegáltól és Gambiától dél-Maliig, dél-Burkina Fasoig és Nigériáig;
- E. l. teresita (Antinori, 1864) – dél-Kameruntól észak-Angoláig, keleten a Kongói Demokratikus Köztársaságtól Dél-Szudánig, Ugandáig, nyugat-Kenyáig és délnyugat-Tanzániáig.

## Fordítás
- Ez a szócikk részben vagy egészben  az   African blue flycatcher című angol Wikipédia-szócikk fordításán alapul.  Az eredeti cikk szerkesztőit annak laptörténete sorolja fel. Ez a jelzés csupán a megfogalmazás eredetét és a szerzői jogokat jelzi, nem szolgál a cikkben szereplő információk forrásmegjelöléseként.